# Des ronds dans l'O
 (janvier 2014).
Si vous disposez d'ouvrages ou d'articles de référence ou si vous connaissez des sites web de qualité traitant du thème abordé ici, merci de compléter l'article en donnant les références utiles à sa vérifiabilité et en les liant à la section « Notes et références ».
Des ronds dans l'O est une maison d'édition spécialisée dans les bandes dessinées, les documents, les essais et les livres illustrés. Les thèmes abordés sont principalement axés sur l’être humain, tant dans la démarche militante que dans le témoignage, en passant par l’humour et la poésie.

## Publications

### Bandes dessinées
- Collection Histoire
  - Eté 1815, tome 1 de la série "Napoléon", Nicolas Dandois
  - La Corse, tome 2 de la série "Napoléon", Nicolas Dandois
  - KZ DORA tome 1, Robin Walter, préfacé par Stéphane Hessel
  - KZ DORA tome 2, Robin Walter
  - KZ DORA l'intégrale, Robin Walter
  - Moi, Jeanne d'Arc, Valérie Mangin et Jeanne Puchol
  - Balilla, les enfants du Duce, Nathalie Baillot
  - Comme en Quatorze, Philippe Brau et Georges Van Linthout
  - Berlin - La ville divisée, Susanne Buddenberg et Thomas Henseler
  - Etenesh, l'odyssée d'une migrante, Paolo Castaldi
  - Jules B, l'histoire d'un Juste, Armelle Modéré

- Collection Un Roman graphique / "Hors collection"
  - Yasmina, Damien May d'après la nouvelle d'Isabelle Eberhardt
  - La fille au corbeau, Jérôme Lecomte et Nicolas Trève
  - Pas à pas, à l'écoute du silence, Tanguy Dohollau
  - Un air de paradis, Arnaud Quéré
  - Mon copain Anne, Arnaud Quéré
  - L'an 2000, Arnaud Quéré
  - Zeste, Céline Wagner
  - Assis debout, Vincent De Raeve et Stephan Plottès
  - La vallée des papillons, Arnaud Floc'h
  - Le modèle, Laëtitia Rouxel
  - Un matin de septembre, Jérôme Pigney
  - FLASH ou le grand voyage, Thomas Kotlarek et JEF
  - Un monde libre, Halim Mahmoudi
  - Nouvelles Graphiques d'Afrique, Laurent Bonneau

- Collection Récit, Documents
  - En chemin elle rencontre... Vol.1 - Les artistes se mobilisent contre la violence faite aux femmes, Marie Moinard, collectif d'auteurs
  - En chemin elle rencontre... Vol.2 - Les artistes se mobilisent pour le respect des droits des femmes, Marie Moinard, collectif d'auteurs
  - En chemin elle rencontre... Vol.3 - Les artistes se mobilisent pour l'égalité Femme - Homme, Marie Moinard, collectif d'auteurs
  - Droit d'asile, Etienne Gendrin
  - Tchernobyl - La Zone, Francisco Sánchez et Natacha Bustos (Prix Tournesol 2012)
  - Bleu(s), Will Argunas
  - Photo de la Favela, André Diniz
  - Prolongations, tome 1, Robin Walter
  - Prolongations, tome 2, Robin Walter
  - CRA, Centre de Rétention Administrative, Jean-Benoît Meybeck
  - Au coin d'une ride, Thibaut Lambert
  - La Balançoire, Ziga Valetic et Gasper Rus
  - Toutes les mers, Michèle Standjofski

- Collection Polar
  - Tueuse, Damien May d'après le roman d'Annie Barrière
  - The mood, Lem et Yves Leclercq
  - Tangente, Céline Wagner
  - Le Théorème de Karinthy, Jörg Ulbert et Jörg Mailliet
  - Nous irons tous au bois, Alain Austini, Alexis Sentenac et Gilles Le Coz

- Collection Aventure
  - Le testament de Sibérie tome 1 des aventures d’Ivan Zourine, René Follet et Jacques Stoquart
  - Les ors du Caucase tome 2 des aventures d’Ivan Zourine, René Follet et Jacques Stoquart
  - Le possédé tome 3 des aventures d’Ivan Zourine, René Follet et Jacques Stoquart

- Collection Jeunesse
  - Les secrets du Marquis, Dominique et Pierre Bar
  - Mouche Tome 1 : La rivière fantôme, Philippe Sternis
  - L'Arche de Zoé : Zoé sème la zizanie d'Emmanuel Delente, Jean-François Miniac et Claire Noël.
  - Les Zaventures de Zoé : Zoé et le monde perdu d'Emmanuel Delente, Jean-François Miniac et Claire Noël.
  - Une aventure de Lilou Tome 1 : Folia & Folio, Charles Masson
  - Une aventure de Lilou Tome 2 : Le Tigre d'Angkor, Charles Masson
  - Monsieur Lapin Tome 1 : La Carotte sauvage, Loïc Dauvillier et Baptiste Amsallem
  - Monsieur Lapin Tome 2 : La Chasse au papillon, Loïc Dauvillier et Baptiste Amsallem
  - Monsieur Lapin Tome 3 : Les ballons, Loïc Dauvillier et Baptiste Amsallem
  - Lili Pirouli Tome 1 : Tous avec moi !, Nancy Guilbert et Armelle Modéré
  - Lili Pirouli Tome 2 : Demain, je serai Présidente !, Nancy Guilbert et Armelle Modéré
  - Lili Pirouli Tome 3 : En avant toute !, Nancy Guilbert et Armelle Modéré
  - Les Jumelles Tome 1 : La Rencontre, Ingrid Chabbert et Marjorie Béal
  - Les Jumelles Tome 2 : Au parc, Ingrid Chabbert et Marjorie Béal
  - C'est pas toujours pratique d'être une créature fantastique : La Licorne, Sibylline et Marie Voyelle
  - C'est pas toujours pratique d'être une créature fantastique : La Sirène, Sibylline et Marie Voyelle
  - C'est pas toujours pratique d'être une créature fantastique : Le Loup-Garou, Sibylline et Marie Voyelle
  - C'est pas toujours pratique d'être une créature fantastique : Le Dragon, Sibylline et Marie Voyelle
  - Marcelin Comète se balade dans le cosmos, Marc Lizano et Élodie Shanta

- Collection Humour
  - Mon œil !, Florentine Rey (Prix Olympe de Gouges 2010)
  - A bas les hommes-pigeons !, Jérôme Farrugia et Loïc Saulin
  - C'est la crise !, Eric Appéré
  - Jambon d'épaule, 18 mois en capsulite, Marie-Pascale Lescot et Fanny Benoit

### Livres illustrés jeunesse
- La monstrueuse histoire d'un petit garçon moche et d'une petite fille vraiment très laide, Fabrice Backès et Ludovic Huart
- La vie ordonnée de Monsieur Lebrun, Fabrice Backès et Jérôme Le Dorze
- Le petit garçon qui aimait le rose, Raphaëlle Laborde et Jeanne Taboni Misérazzi
- La petite fille aux allumettes, Hans Christian Andersen et Fabrice Backès
- L'épouvantable Noël du vieux Monsieur barbu tout de rouge vêtu, Alexandre Bourdier et Ludovic Huart
- Eulalie de La Grande Rêverie, Line Parmentier et Amélie Billon-Le Guennec
- Le bateau de Malo, Fabiana Attanasio et Ingrid Chabbert
- La petite fille qui prenait racine, Pole Ka et Caroline Van Linthout
- Mademoiselle Sel, Isaly et Juliette Parachini-Deny
- La mémoire aux oiseaux, Soufie et Ingrid Chabbert
- La petite vieille du vendredi, Isaly et Marie Moinard
- La tisseuse de nuages, Virginie Rapiat et Ingrid Chabbert
- Le petit gilet beige, Marie Lafrance et Ingrid Chabbert
- Le livre de maman, Cécile Bondon et Ingrid Chabbert
- Mes deux papas, Marjorie Béal et Juliette Parachini-Deny
- Mon pépé, Annette Boisnard et Ingrid Chabbert
- Le secret de Madame Tannenbaum, Amélie Billon-Le Guennec et Elice
- L'histoire qui fait peur !, Marjorie Béal
- L'étrange histoire de Pétula-Elisabeth Artichaut, Amélie Billon-Le Guennec et Kabuki
- La maison sans escalier, Juliette Parachini-Deny et Thierry Manes
- Le trésor du cachalot, Thibault Poursin
- Le monstre du placard, Monia Lyorit et Thierry Martin
- Miki ne veut pas dormir, Ingrid Chabbert et Marjorie Béal
- Miki aime les bisous, Ingrid Chabbert et Marjorie Béal
- Il revient quand mon papy ?, Eric Appéré
- La plus belle, Fanny Robin et Marjorie Béal
- Le voyage de June, Sophie Kovess-Brun et Sandrine Revel
- Super Fiston, Christos et Chebret
- Un mur si haut, Nancy Guilbert et Stéphanie Augusseau
- Mon petit frère est un dinosaure, Thibault Poursin
- Koko au pays des Toutous, Jean-Benoît Meybeck
- Moi, Ernest..., Laurent Souillé et Paul Mager
- Les malheurs de Jean-Jean, Élodie Shanta
- Le renard Tokela, Pog et Marianne Alexandre
- Kadogo, Ingrid Chabbert et Joël Alessandra

### Romans
- Quatre roses fanées, Curd Ridel
- Candy, Anne Loyer

### Récits, Documents
- Mots d'elles, Marie Moinard
- Jacques Stoquart - Sur les pas d'un scénariste, Marie Moinard
- En chemin elle rencontre... Vol.1 - Les artistes se mobilisent contre la violence faite aux femmes, Marie Moinard, collectif d'auteurs
- En chemin elle rencontre... Vol.2 - Les artistes se mobilisent pour le respect des droits des femmes, Marie Moinard, collectif d'auteurs
- En chemin elle rencontre... Vol.3 - Les artistes se mobilisent pour l'égalité Femme - Homme, Marie Moinard, collectif d'auteurs
- Mon œil !, Florentine Rey (Prix Olympe de Gouges 2010)
- Droit d'asile, Etienne Gendrin
- Tchernobyl - La Zone, Francisco Sánchez et Natacha Bustos (Prix Tournesol 2012)
- Bleu(s), Will Argunas
- Photo de la Favela, André Diniz
- Ces femmes qui changent le monde, Marie-Ange Le Rochais
- Prolongations, Robin Walter
- Supporters, Guillaume Warth
- CRA, Centre de Rétention Administrative, Jean-Benoît Meybeck
- Au coin d'une ride, Thibaut Lambert
- La Balançoire, Ziga Valetic et Gasper Rus